# Klášterní Skalice
Klášterní Skalice (en allemand : Kloster-Skalitz) est une commune du district de Kolín, dans la région de Bohême-Centrale, en République tchèque. Sa population s'élevait à 127 habitants en 2020.

## Géographie
Klášterní Skalice se trouve à 2,5 km au nord de Kouřim, à 15,5 km à l'ouest de Kolín et à 41 km à l'est-sud-est de Prague.
La commune est limitée par Třebovle à l'ouest et au nord, par Zalešany au nord-est, par Svojšice à l'est et par Kouřim au sud.

## Histoire
La première mention écrite de la localité date de 1345.

## Transports
Par la route, Klášterní Skalice se trouve à 3 km de Kouřim, à 19 km de Kolín et à 216 km de Prague.